# Astrologica (trasmissione)
Astrologica è una trasmissione radiofonica dedicata all'astrologia, andata in onda tra il 2010 e il 2012 su Radio 2, il sabato e la domenica dalle 13 alle 14. È stata condotta da Marco Pesatori e Petra Loreggian.